# ブレット・アザー
ブレット・アザー（Brett Azar、1987年 - ）はアメリカ合衆国マサチューセッツ州ボストン出身のボディビルダー。俳優、スタントマンとしても活動している。
『ターミネーター:ニュー・フェイト』でアーノルド・シュワルツェネッガーが演じたT-800の青年時代（ただし、顔はCG合成）を演じた。なお、アザ－は前作『ターミネーター:新起動/ジェニシス』でもシュワルツェネッガーの青年時代（T-800）を演じたが、アザーの動きが完全再現とはほど遠いものだったため、青年姿のT-800はフルCGでの再現となったことが明かされている。